# آیرونکلد کلاس اودیش
آیرونکلد کلاس اودیش (به انگلیسی: Audacious-class ironclad) یک کلاس از کشتی است.